# Transport w Kopenhadze

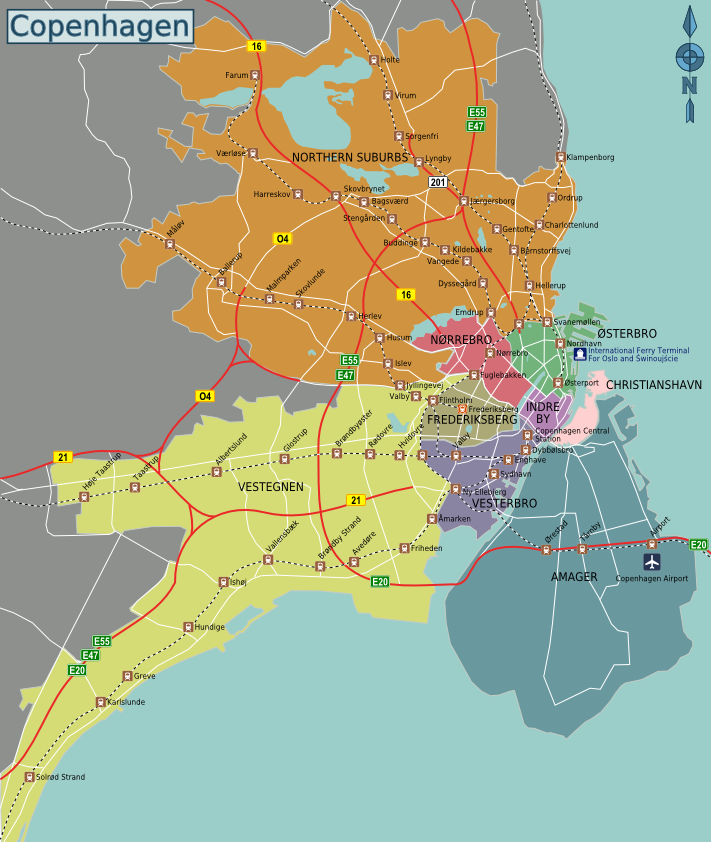
Mapa przedstawiająca sieć drogową i kolejową w Kopenhadze i strefy biletowe komunikacji miejskiej

Transport w Kopenhadze – transport drogowy, kolejowy i rowerowy na terenie stolicy Danii, Kopenhagi.
Opiera się na dobrze rozwiniętej infrastrukturze kolejowej i drogowej, dzięki czemu Kopenhaga stanowi ważny węzeł komunikacyjny w Europie Centralnej. Ważną rolę pełni także port lotniczy Kopenhaga-Kastrup. W Kopenhadze istnieje dobrze rozwinięta sieć dróg rowerowych, a miasto jest jednym z najprzyjaźniejszych dla rowerzystów. W mieście funkcjonuje też dobrze rozwinięta sieć komunikacji miejskiej. 

## Transport drogowy

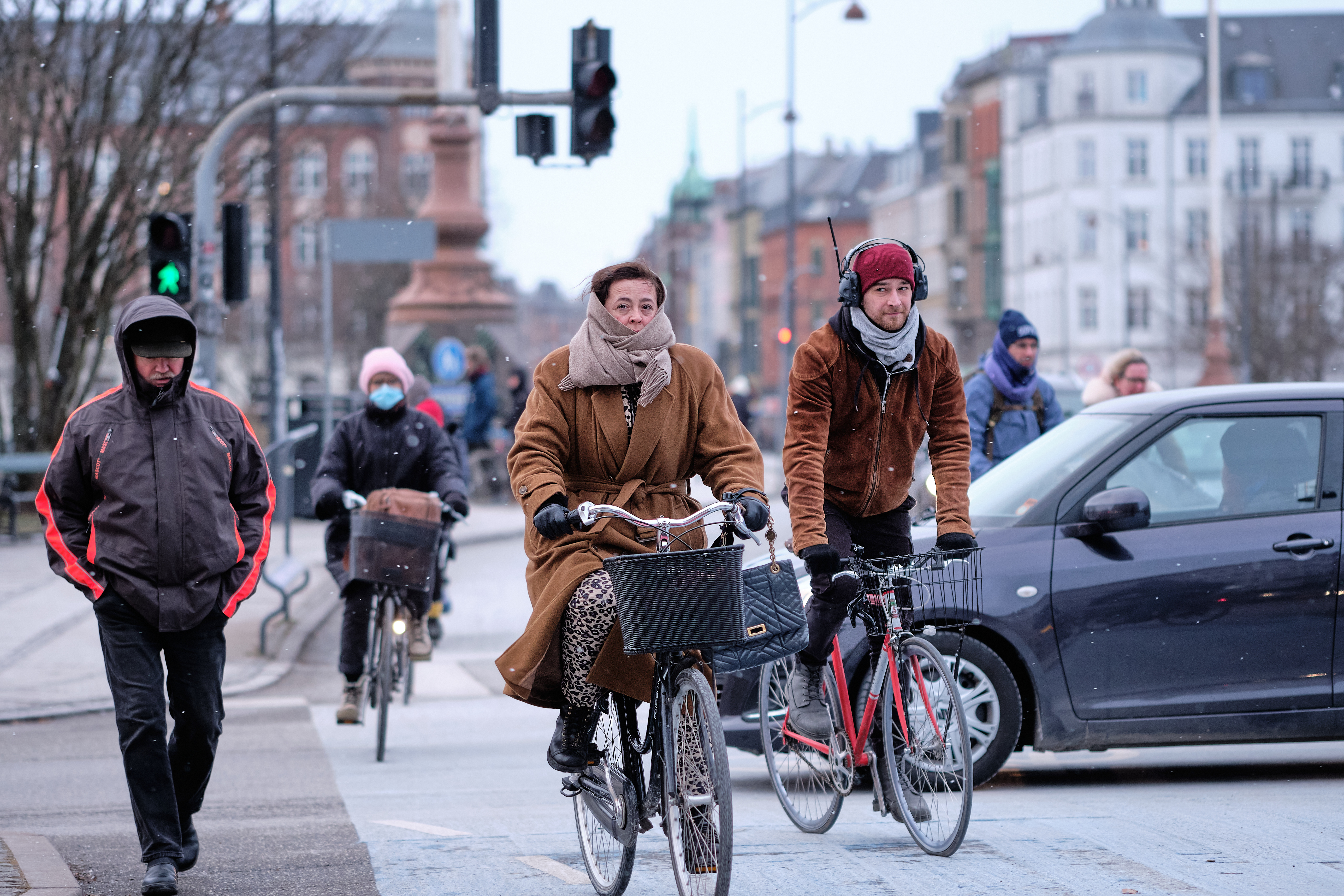
Ruch rowerowy na ulicach Kopenhagi

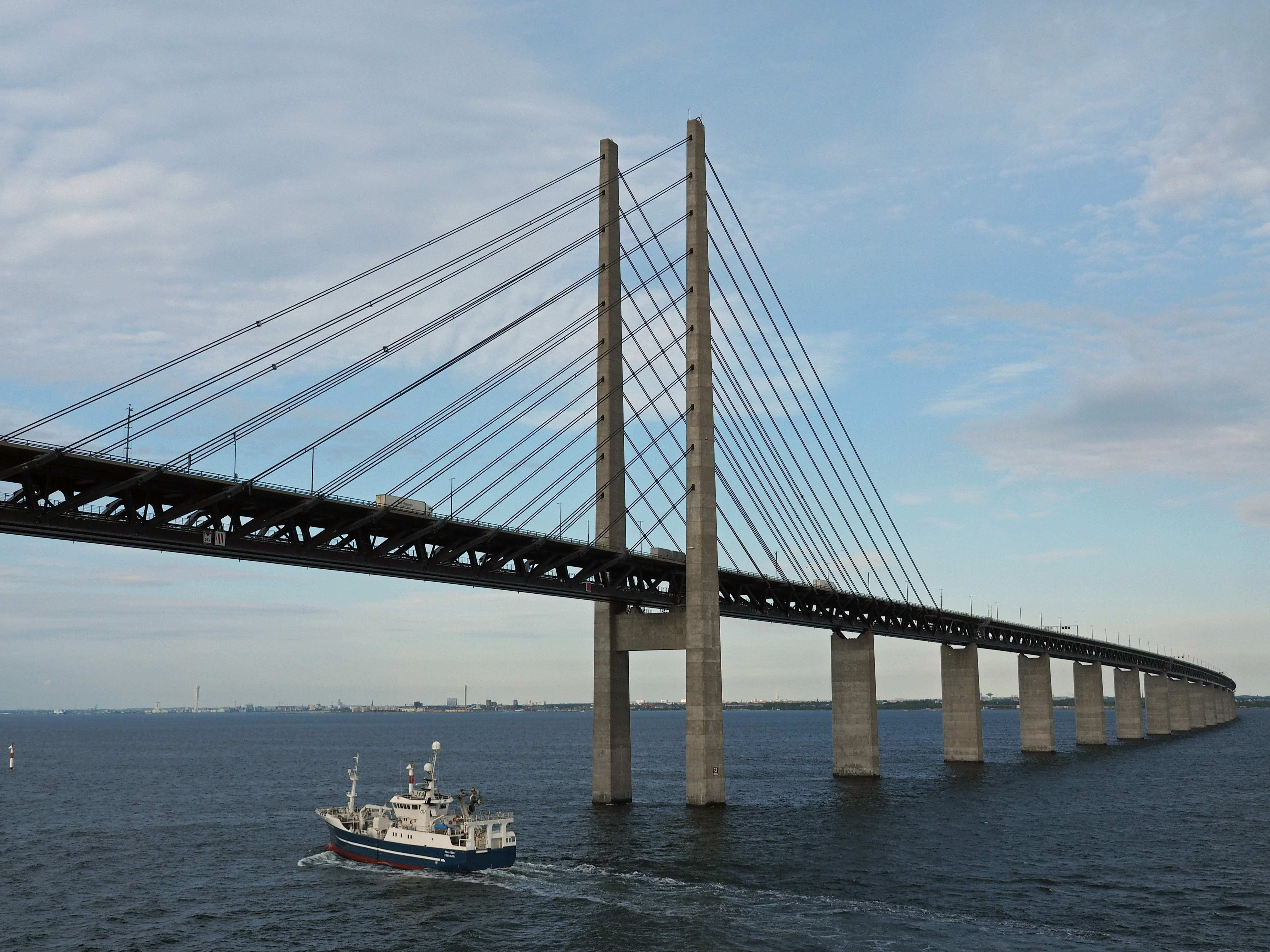
Most nad Sundem między Kopenhagą a Malmö

W Kopenhadze znajduje się dobrze rozwinięta sieć bezpłatnych autostrad i dróg krajowych. Umożliwiają one szybki dojazd z przedmieść do centrum miasta, a także dobrze komunikują miasto z innymi częściami kraju. Podobnie, jak w większości europejskich miast, ruch drogowy w stolicy Danii stale wzrasta, a w godzinach szczytu na głównych arteriach tworzą się zatory. W 2000 roku most nad Sundem połączył Kopenhagę ze szwedzkim Malmö, dzięki czemu wzrósł ruch tranzytowy na trasie z Europy Centralnej i Zachodniej do Szwecji i Norwegii. 

## Transport rowerowy

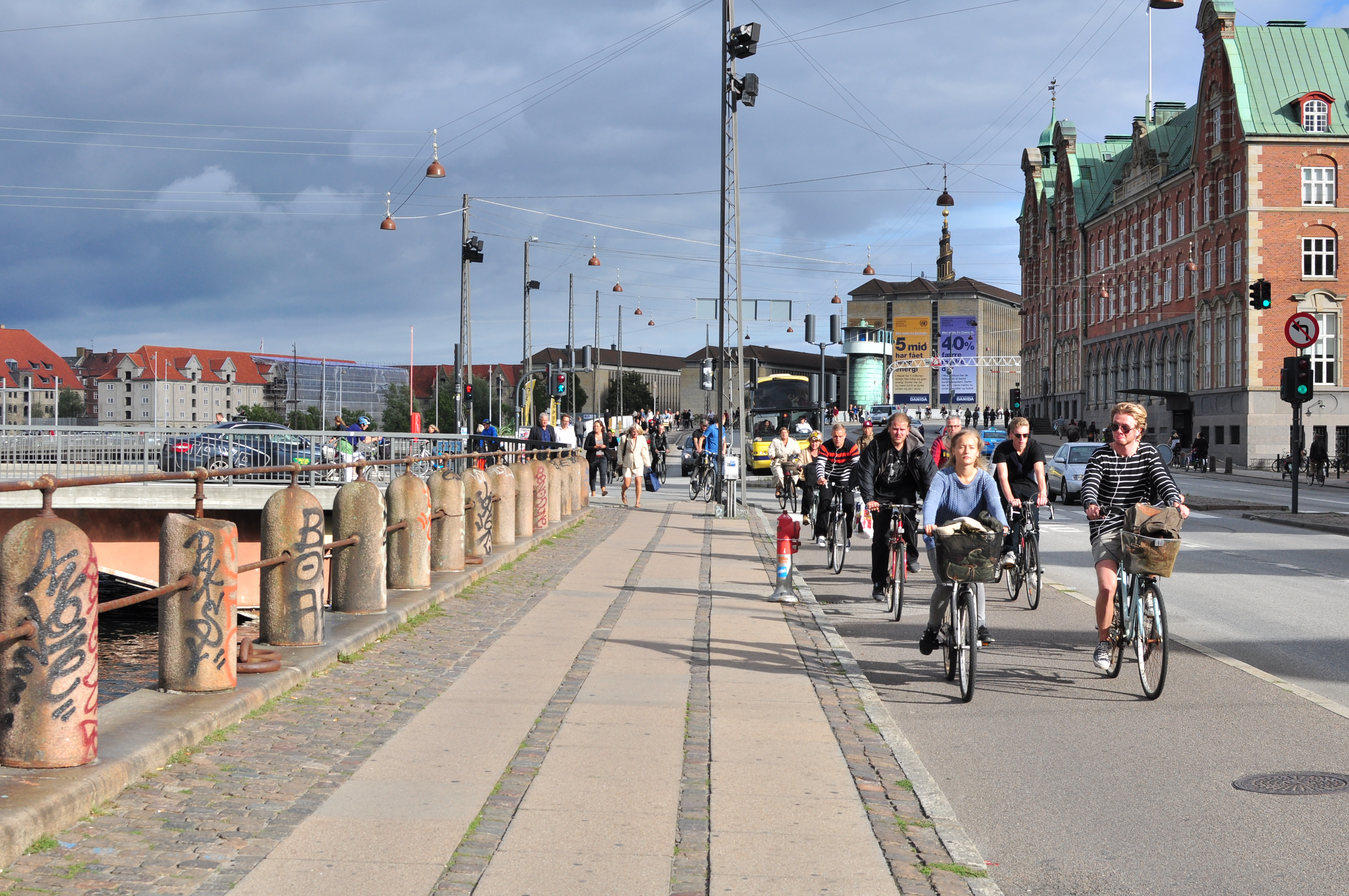
Rowerzyści w Kopenhadze

Kopenhaga należy do najprzyjaźniejszych rowerzystom miast na świecie. Decyduje o tym dobrze rozwinięta sieć dróg rowerowych. Często są one oddzielone od jezdni pasem zieleni, w wielu miejscach zamontowana jest także specjalna sygnalizacja świetlna dla rowerzystów. Trwają prace nad systemem 26 szybkich dróg rowerowych, które umożliwią sprawne przemieszczanie rowerem również na większych dystansach. Obejmie on łącznie ponad 300 km dróg dla rowerów. Każdego dnia rowerzyści w Kopenhadze przejeżdżają 1,2 mln km, a ponad 62% podróży do pracy, szkoły lub uniwersytetu w granicach miasta odbywa się za pomocą tego środka transportu. W Kopenhadze działa także rozbudowany publiczny system wypożyczania rowerów, o nazwie Bycyklen.

## Transport zbiorowy

### Komunikacja miejska
Komunikacja miejska na terenie Kopenhagi opiera się na sieci szybkiej kolei miejskiej S-tog, metrze oraz autobusach miejskich. Do 1972 roku w Kopenhadze istniała także sieć tramwajowa.

#### S-tog

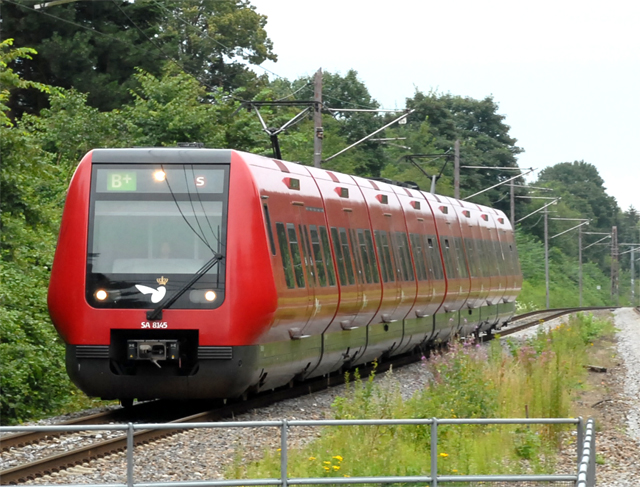
Pociąg S-tog

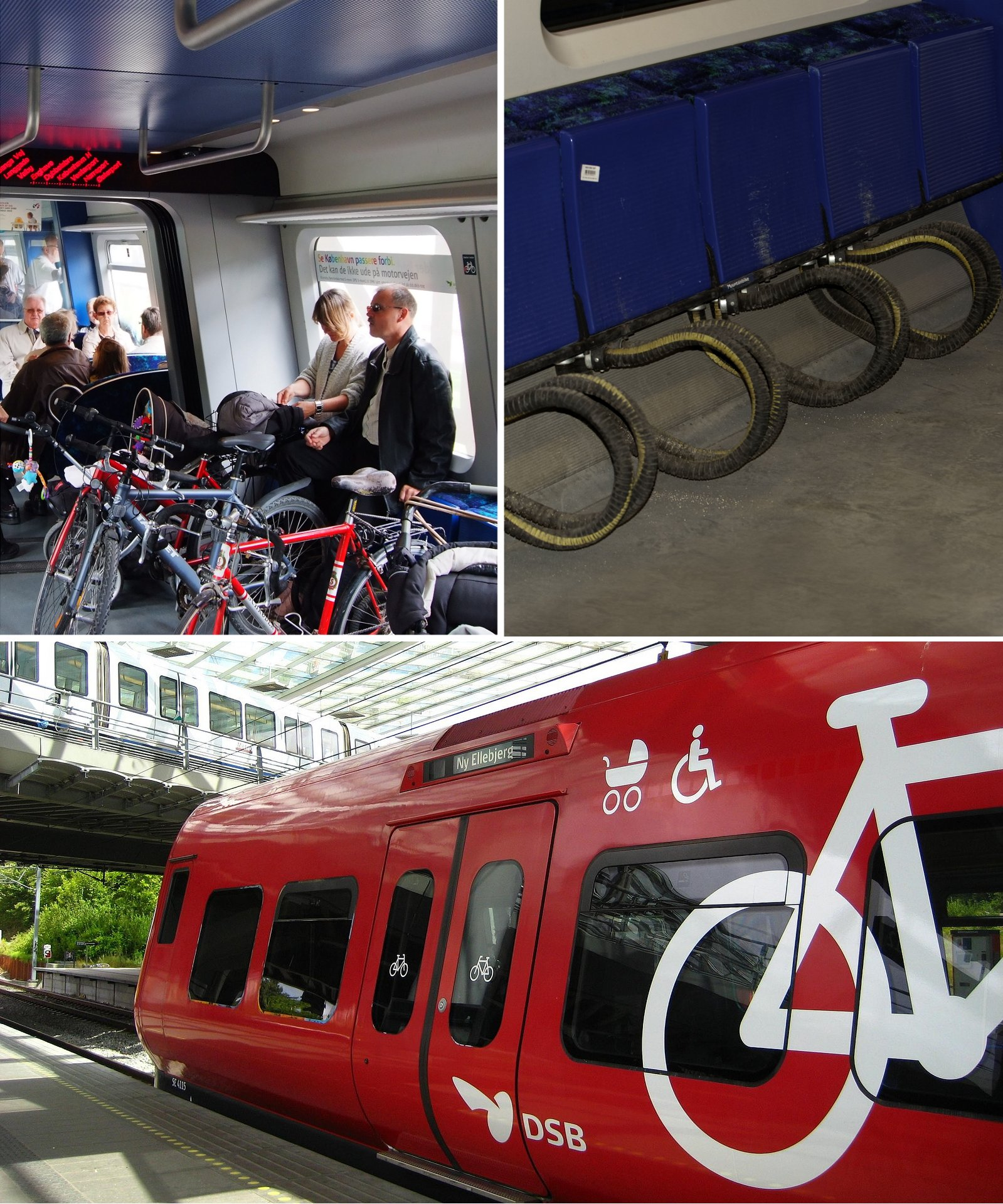
Transport rowerów w pociągu w Kopenhadze

S-tog jest systemem szybkiej kolei miejskiej opartym na sześciu liniach promieniście rozchodzących się z centralnej linii kolejowej, gdzie wszystkie przebiegają przez główną stację Københavns Hovedbanegård oraz jednej obwodowej Ringbanen otaczającej łukiem ścisłe centrum miasta. System S-tog obejmuje 170 km dwutorowych linii kolejowych i 84 stacje, z czego 8 znajduje się poza granicami Kopenhagi. Na liniach S-tog obowiązuje takt dziesięciu pociągów na godzinę, przy czym na centralnej linii dzięki pokrywaniu się linii pociągi kursują co 2–3 minuty. Wyjątkiem jest linia Ringbanen, gdzie obowiązuje 5-minutowy takt. Siecią S-tog zarządzają Danske Statsbaner.

#### Metro
System metra w Kopenhadze składa się z czterech linii oznaczonych jako M1, M2, M3 i M4. Linie M1 i M2 na większej części trasy pokrywają się, łącząc zachodnie dzielnice miasta (stacja końcowa Vanløse) ze śródmieściem i częściami południowo-wschodnimi miasta, gdzie się rozdzielają odpowiednio do stacji końcowej Vestamager i portu lotniczego Kopenhaga-Kastrup. Z kolei linia M3 (tzw. Cityringen) obiega najważniejsze obiekty w centrum Kopenhagi. Częściowo pokrywa się ona trasą z linią M4 kursującą na trasie z dzielnicy portowej na północnym wschodzie miasta Orientkaj do głównego dworca kolejowego København H, a docelowo do południowo-zachodniej części miasta do stacji Ny Ellebjerg. Metro w Kopenhadze kursuje przez całą dobę siedem dni w tygodniu.

#### Autobusy miejskie
Autobusy miejskie w Kopenhadze pełnią głównie funkcje dowożenia pasażerów do sieci transportu szynowego. Autobusy eksploatuje przedsiębiorstwo Movia. 

### Kolej

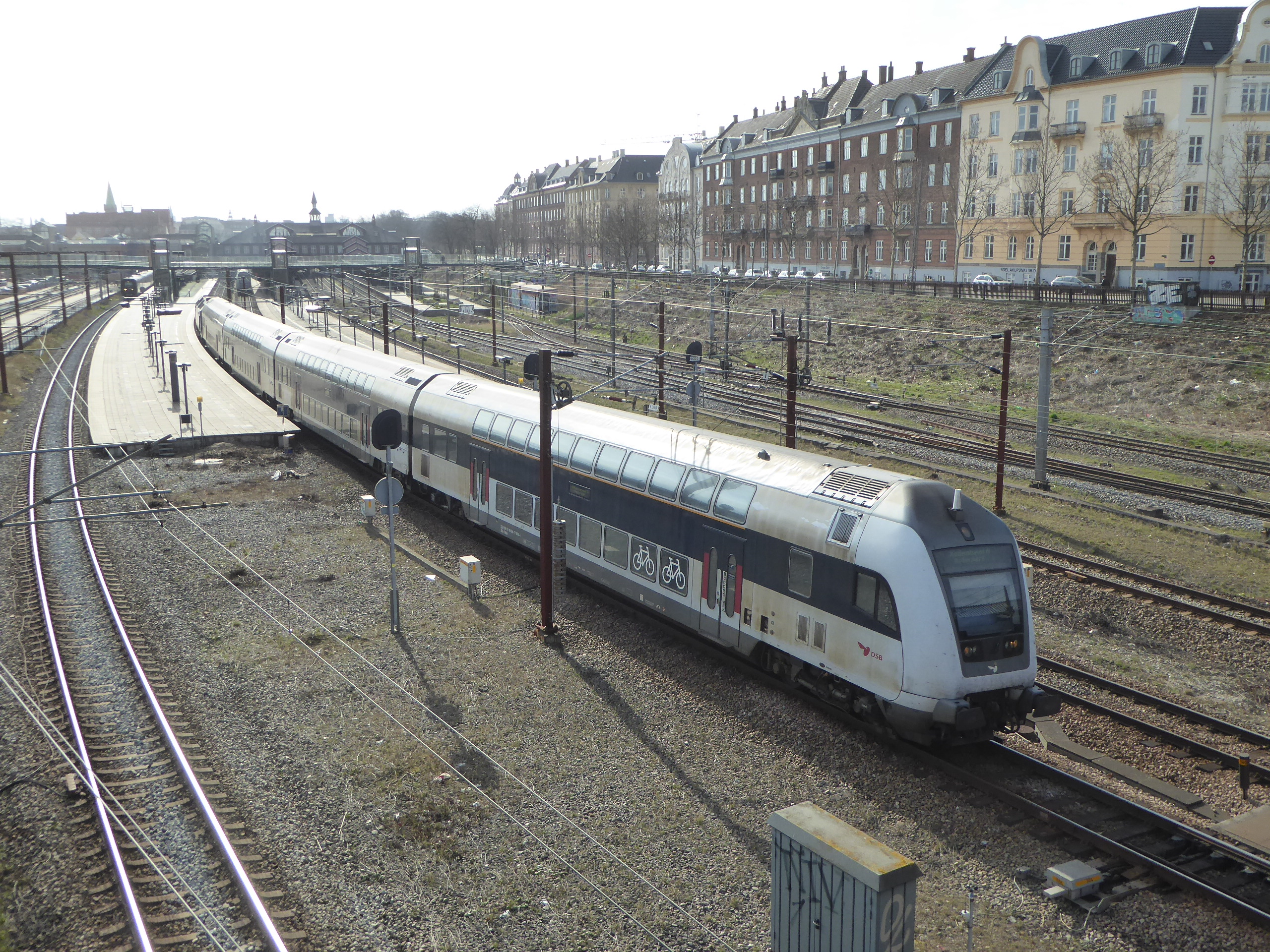
Pociąg dalekobieżny DSB

#### Pociągi regionalne
W okolicach Kopenhagi funkcjonują trzy odrębne systemy kolei podmiejskiej. Obejmują one linie niezelektryfikowane i dowożą pasażerów do stacji początkowych S-tog.

#### Pociągi dalekobieżne
Pociągi dalekobieżne kategorii Intercity odjeżdżają z dworca Københavns Hovedbanegård i co pół godziny łączą Kopenhagę z największymi miastami w Danii, m.in. z Aarhus, Odense, Roskilde. Ponadto kursują pociągi międzynarodowe łączące miasto kilka razy dziennie z Berlinem, Hamburgiem oraz Sztokholmem, a pociągi EuroNight z Pragą, Amsterdamem i Bazyleą. 

### Autokary dalekobieżne

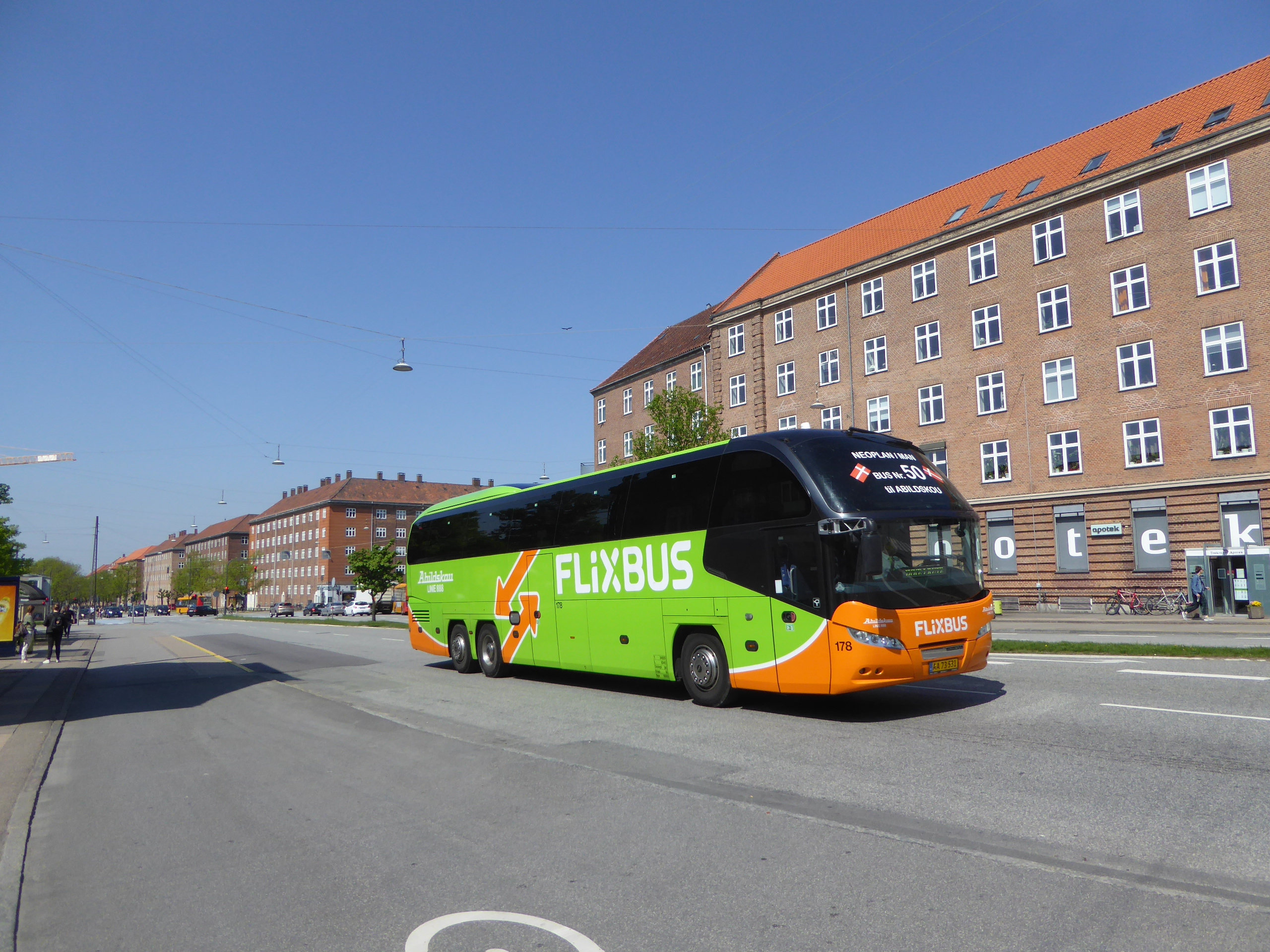
Autokar FlixBus w Kopenhadze

W Kopenhadze nie ma dalekobieżnego dworca autobusowego. Większość autokarów odjeżdża z okolic głównego dworca kolejowego. Przez Kopenhagę przejeżdżają m.in. autokary przewoźników Eurolines, FlixBus, Nettbus oraz Swebus Express. 

### Porty lotnicze

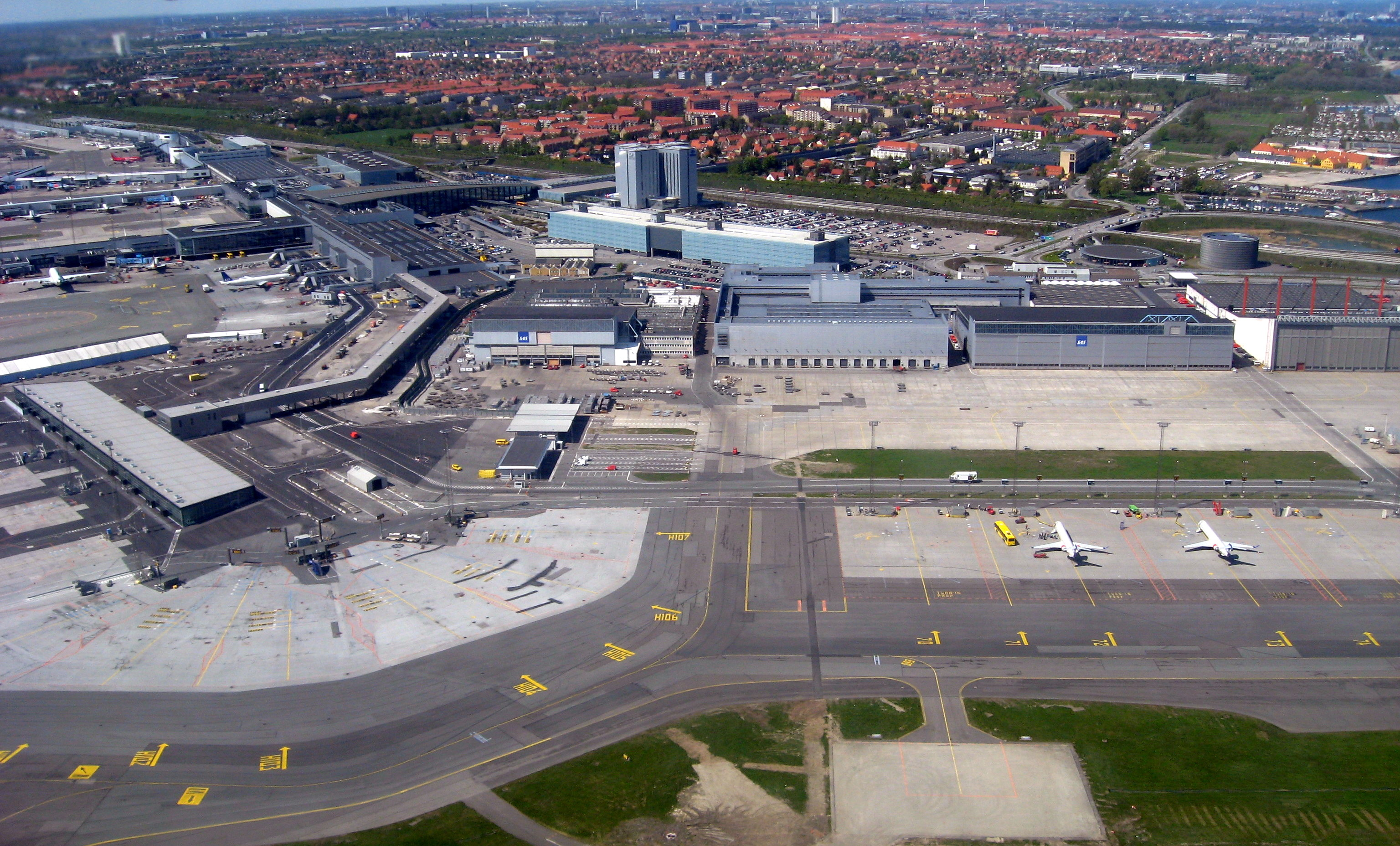
Port lotniczy Kopenhaga-Kastrup

#### Kopenhaga-Kastrup
Port lotniczy Kopenhaga-Kastrup (IATA: CPH; ICAO: EKCH) jest największym portem lotniczym w Danii i całej Skandynawii i 17. największym w Europie. Port ten jest dobrze skomunikowany z centrum Kopenhagi metrem oraz pociągami regionalnymi. Stanowi węzeł dla linii lotniczych SAS, a wraz z około 60 innymi liniami lotniczymi oferuje także bezpośrednie loty międzykontynentalne.

#### Roskilde
Port lotniczy Roskilde (IATA: RKE, ICAO: EKRK) jest usytuowany ok. 30 km na zachód od Kopenhagi. Jest głównie wykorzystywany w lotach szkoleniowych, prywatnych lotach biznesowych oraz lotach czarterowych. 

### Żegluga

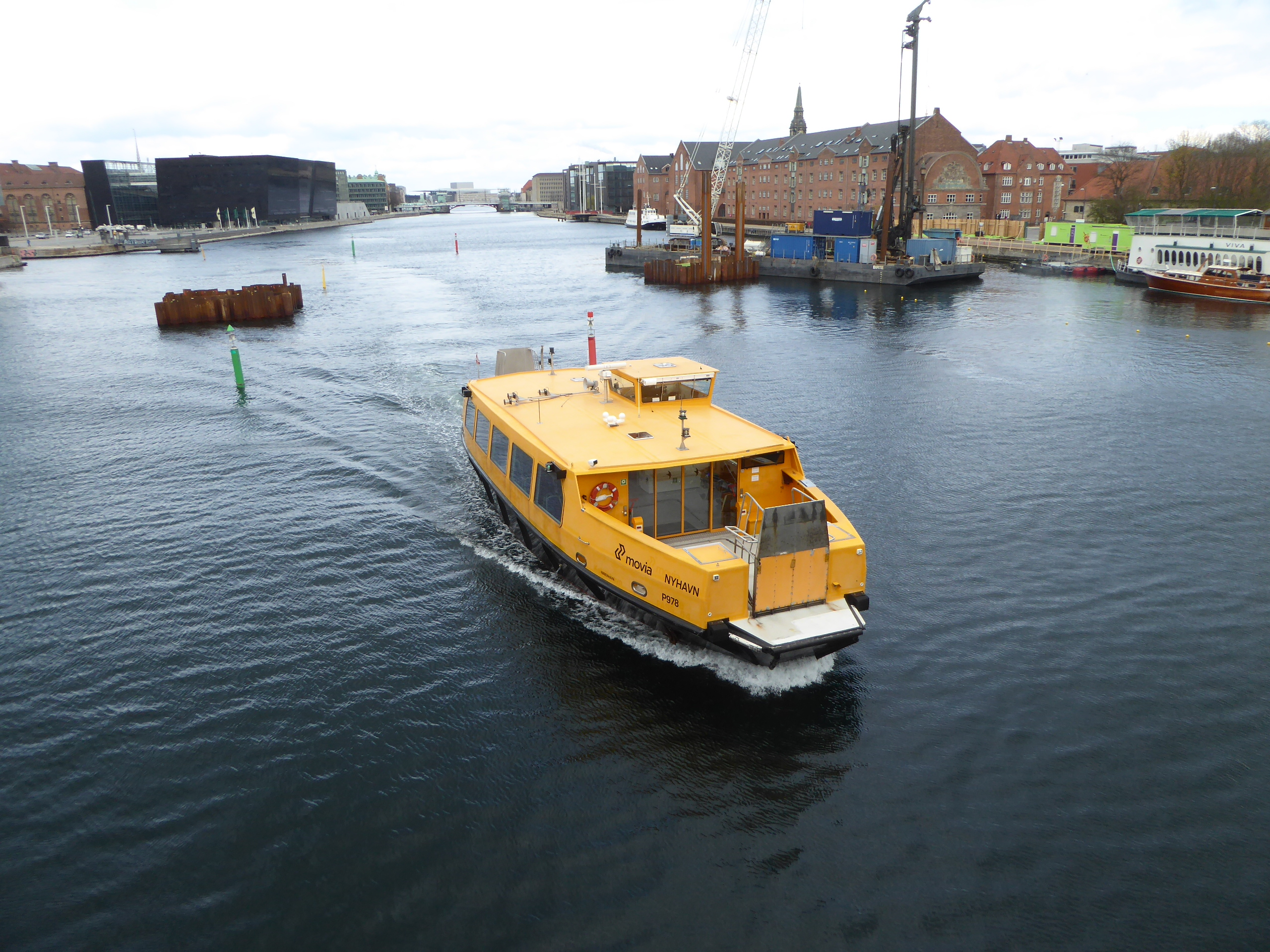
Havnebus

W Kopenhadze działają cztery linie tramwajów wodnych, tzw. „Havnebus”. Obsługują one dziesięć przystani.
Kopenhaga ma bezpośrednie połączenie promowe z Oslo, a także na Bornholm. Port w Kopenhadze nie ma obecnie dużego znaczenia przemysłowego. W 2001 roku połączył się on z portem w Malmö i stworzył Port Kopenhaga Malmö. Jego głównym przeznaczeniem są rejsy statków wycieczkowych. Rocznie port przyjmuje ok. 800 tys. pasażerów oraz 400 statków wycieczkowych.